# 楊允達
楊允達（1933年10月21日—），旅法詩人、記者、作家，世界詩人大會永久榮譽會長。

## 生平
1933年10月21日出生於漢口市，祖籍北平市。1946年跟隨雙親到臺灣。1957年畢業於國立臺灣大學歷史學系，1959年畢業於國立政治大學新聞研究所。1980年獲法國國立巴黎大學文學博士學位。這位集作家、史學家和新聞專業者於一身的詩人，於1998年12月31日自中央社屆齡退休後，定居在巴黎近郊的塞納河畔，仍前往各地旅遊、開會、講學，寫作不輟，曾任美國世界藝術文化學院院長、世界詩人大會主席。 楊允達是歐洲華文作家協會會員，青峰 (杨冈) 是楊允達的儿子。

## 寫作
他15歲時開始寫詩。臺北《全民日報》即今日的《聯合報》於1949年7月18日第一次刊登他的詩作《希望》。當時他在臺北建國中學讀初中二年級。次年考進臺北成功中學高中一年級，受到級任導師著名詩人紀弦的賞識，作品見刊於紀弦導師主編的自由中國第一個詩刊《新詩週刊》，以及紀弦導師創辦的《詩誌》、《現代詩》,覃子豪、余光中主編的《藍星詩刊》，洛夫、張默、瘂弦等人主編的《創世紀》，羅行主編的《南北笛》，和黃仲琮(羊令野)主編的《詩隊伍》，曉村主編的《葡萄園》，綠蒂主編的《秋水》等詩刊，與詩人紀弦、羅行、鄭愁予、葉泥、林泠、商禽等人發起創組現代派,  並與詩人鍾鼎文 (詩人)、覃子豪、墨人、洛夫、張默、辛鬱、羅行、商禽、麥穗、羅門、蓉子、羊令野、楚戈等交往甚密，奠定了他在臺灣詩壇的地位。
1953年2月1日，紀弦獨力創辦現代詩季刊社，並獨自發行《現代詩》詩刊，強調「主知」的路向。1956年1月15日，紀弦與葉泥、鄭愁予、羅行、楊允達、林泠、季紅、林亨泰等九人於台北市民眾團體活動中心舉行「現代派詩人第一屆年會」，宣告「現代派」與現代詩社正式成立。1962年，現代詩社關閉。

## 記者生涯
獲政治大學新聞系碩士學位後，曾任中央通訊社外勤記者、美聯社駐華特派員。在近四十年的國際記者生涯中,楊允達還曾採訪過數不清的各國政要和世界風雲人物。其中有美國總統艾森豪威爾、尼克森,英國女王伊莉莎白二世、首相柴契爾夫人。1965年6月8日中華人民共和國總理周恩來過境訪問衣索比亞首都，中央社駐非洲特派員楊允達因緣際會，在國際記者群中搶先訪問到周恩來。在臺海勢不兩立，中華人民共和國政府在國際上積極排擠臺灣的年代，這對楊允達與中央社而言，是難能可貴的經驗。

## 獲獎
楊允達2010年榮獲法國League of the Public Weal頒贈的金質勳章，肯定他二十五年來出任世界詩人大會秘書長暨主席期間，推動以詩會友促進世界和平的成就。中華民國駐法代表呂慶龍博士,曾於2009年榮獲該聯盟首次頒給金質勳章一枚，楊允達是中華民國第二位獲得此項榮譽者。

## 著作
- 《李金髮評傳》幼獅文化公司 	1986年4月
- 《允達詩選》南北笛詩社 	1972年11月
- 《一罈酒》秋水詩刊社 	1993年
- 《三重奏》普音文化公司 	2005年6月
- 《又來的時候》莘莘出版社 	1971年10月
- 《衣索比亞風情畫》旅行雜誌社 	1972年6月
- 《採虹集》驚聲文物供應公司 	1973年8月
- 《巴黎夢華錄》黎明文化公司 	1984年7月
- 《巴黎摘星集》幼獅文化公司 	1984年8月
- 《西行采風誌》幼獅文化公司 	1985年6月[4]
- 三重奏（中英法文對照）[5]

總計出版中、英、法文著作25本, 被認為當今僅有能夠同時以中、英、法、三種文字創作的詩人。